# Dreamcast
O Dreamcast (ドリームキャスト, Dorīmukyasuto) é um console de jogos eletrônicos, desenvolvido e fabricado pela empresa Sega, lançado em 27 de novembro de 1998 no Japão, 9 de setembro de 1999 na América do Norte e 14 de outubro de 1999 na Europa. Foi o primeiro da sexta geração de consoles, precedendo, e ao mesmo tempo, concorrendo com o PlayStation 2 da Sony, o GameCube da Nintendo e o Xbox da Microsoft.
O Dreamcast foi o último console doméstico da Sega, marcando o fim dos 18 anos da empresa no mercado de consoles. Devido ao valor alto do hardware do Sega Saturn, o Dreamcast foi projetado para reduzir custos usando componentes mais baratos, incluindo uma CPU SH-4 da Hitachi e uma GPU PowerVR2 da NEC. O lançamento no Japão teve uma recepção moderada, o Dreamcast desfrutou de um lançamento bem-sucedido nos Estados Unidos, apoiado por uma grande campanha de marketing. No entanto, o interesse no sistema diminuiu constantemente conforme o lançamento do PlayStation 2 se aproximava.
As vendas não atenderam às expectativas da Sega, apesar de vários cortes de preços, a empresa continuou a sofrer perdas financeiras significativas. Após uma mudança de liderança, a Sega parou de vender o Dreamcast em 31 de março de 2001, retirando-se do mercado de consoles e tornando-se uma publicadora de jogos terceirizada. Ao todo, apenas 9,13 milhões de unidades foram vendidas mundialmente. O último jogo Inédito oficialmente lançado para o Sega Dreamcast foi Karous, um shooter 2D desenvolvido pela Milestone Inc. e lançado no Japão em 8 de março de 2007, em formato GD-ROM, o mesmo usado nos lançamentos anteriores do console. Em 17 de janeiro de 2008, o Dreamcast recebeu o último lançamento oficial com a reimpressão de Border Down, um shooter desenvolvido pela G.rev. Este relançamento foi oficialmente licenciado e realizado pela SEGA, sendo o último Lançamento do console a usar GD-ROM.
Embora o Dreamcast tenha tido uma vida útil curta e suporte limitado de desenvolvedoras terceiras, os críticos consideraram o console à frente de seu tempo. Sua biblioteca contém muitos jogos considerados criativos e inovadores, incluindo Crazy Taxi, Jet Set Radio e Shenmue, bem como conversões de alta qualidade de arcades do Sega NAOMI. O Dreamcast também foi o primeiro console a incluir um modem modular embutido para suporte à Internet e jogabilidade on-line.

## História

### Antecedentes

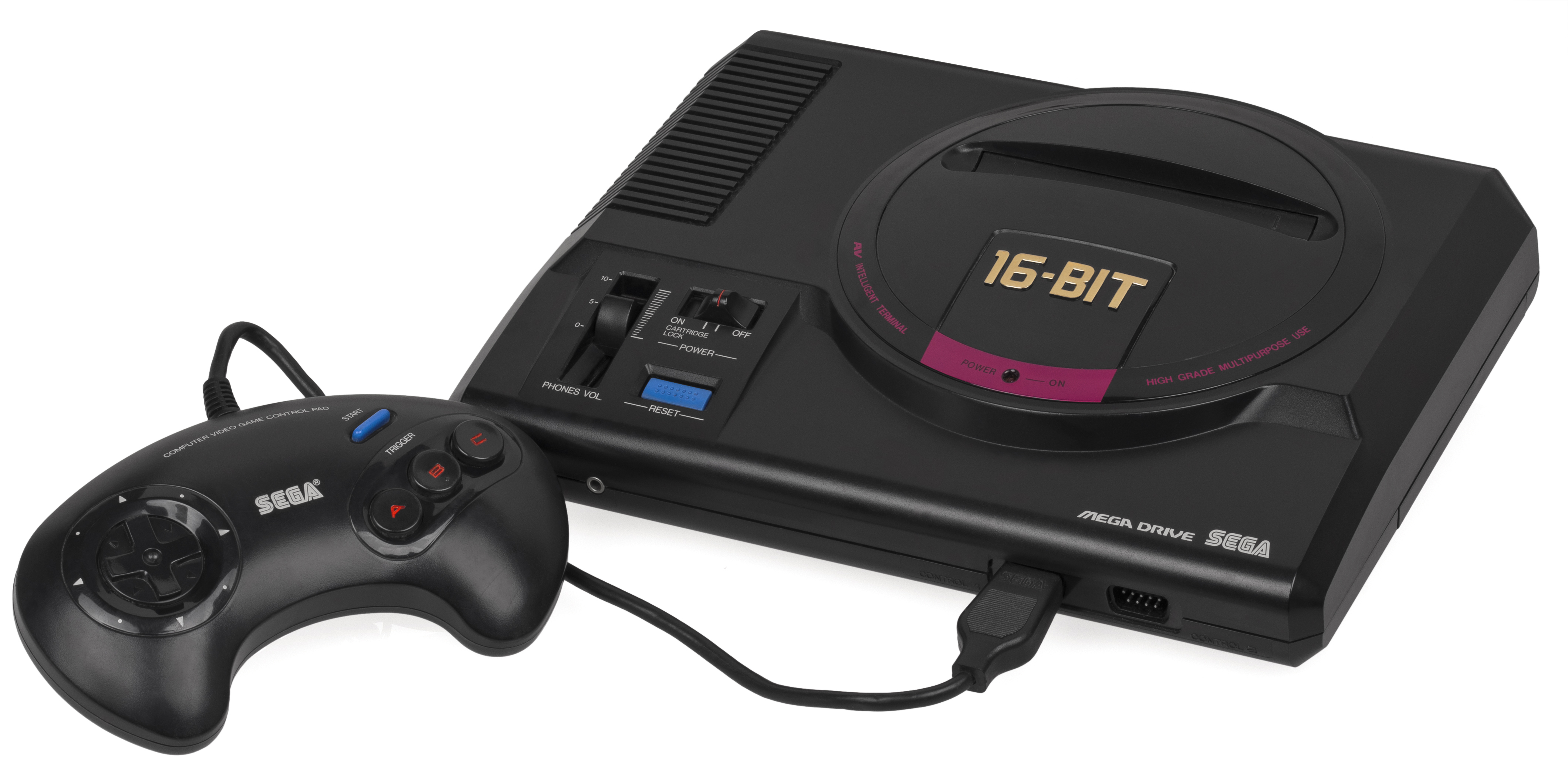
O Mega Drive é o console mais vendido da Sega

Lançado em 1988, o Mega Drive (conhecido como Sega Genesis na América do Norte) foi a entrada da Sega no mercado da quarta geração de consoles. Vendendo 30,75 milhões de unidades em todo o mundo, o console foi o de maior sucesso que a Sega já lançou. O sucessor do Mega Drive, o Sega Saturn, foi lançado no Japão em 1994. Ele é um console baseado em CD-ROM que exibe gráficos em 2D e 3D, mas sua complexa arquitetura de CPU dupla dificultava a programação de jogos para o console, em comparação com seu principal concorrente, a Sony Computer Entertainment com o PlayStation. Embora o Saturn tenha estreado antes do PlayStation no Japão e nos Estados Unidos, seu lançamento surpresa nos Estados Unidos — que ocorreu quatro meses antes do previsto originalmente — foi marcado por uma falta de distribuição, sendo este um problema contínuo para o sistema. Além disso, o lançamento antecipado da Sega foi prejudicado pelo anúncio simultâneo da Sony de que o PlayStation seria vendido por 299 dólares — comparado ao preço inicial do Saturn de 399 dólares. O longo atraso da Nintendo em lançar um console 3D concorrente e os danos causados à reputação da Sega por complementos com pouco suporte para o Genesis (particularmente o Sega 32X) permitiram à Sony estabelecer uma posição no mercado. O PlayStation foi imediatamente bem-sucedido nos Estados Unidos, em parte devido a uma campanha publicitária massiva e ao forte suporte de terceiros gerado pelas excelentes ferramentas de desenvolvimento da Sony e pela taxa de licenciamento liberal de dez dólares. O sucesso da Sony foi auxiliado ainda mais por uma guerra de preços na qual a Sega reduziu o preço do Saturn de 399 dólares para 299 dólares e depois de 299 dólares para 199 dólares, a fim de igualar o preço do PlayStation — mesmo que o hardware do Saturn fosse mais caro de fabricar e o PlayStation desfrutasse de uma biblioteca de software maior. Perdas no hardware do Saturn contribuíram para os problemas financeiros da Sega, que viram a receita da empresa cair entre 1992 e 1995 como parte de uma desaceleração no setor. Além disso, o foco da Sega no Saturn sobre o Genesis impediu-o de capitalizar totalmente a força contínua do mercado da era 16 bits.
Devido a divergências de longa data com a Sega of Japan, o diretor executivo da Sega of America, Tom Kalinske, tornou-se menos interessado em sua posição. Em 16 de julho de 1996, a Sega anunciou que Shoichiro Irimajiri havia sido nomeado presidente e diretor executivo da Sega of America, enquanto Kalinske deixaria a Sega após 30 de setembro daquele ano. A Sega também anunciou que o co-fundador da Sega Enterprises David Rosen e o diretor executivo da Sega no Japão, Hayao Nakayama, haviam renunciado a seus cargos de presidente e co-presidente da Sega of America, embora os dois homens permanecessem na empresa. Bernie Stolar, ex-executivo da Sony Computer Entertainment of America, foi nomeado vice-presidente executivo da Sega of America responsável pelo desenvolvimento de produtos e relações com terceiros. Stolar não apoiou o Saturn devido à sua crença de que o hardware foi mal projetado e anunciou publicamente na E3 1997 que "O Saturn não é o nosso futuro". Após o lançamento do Nintendo 64, as vendas do Saturn e dos jogos de 32 bits da Sega foram bastante reduzidas. Em agosto de 1997, a Sony controlava 47 por cento do mercado de consoles, a Nintendo controlava 40 por cento e a Sega controlava apenas 12 por cento. Nem reduções de preço nem jogos de alto nível foram úteis para o sucesso do Saturno. Devido ao fraco desempenho do Saturn na América do Norte, a Sega of America demitiu sessenta de seus duzentos funcionários no outono de 1997.

"Eu acho que o Saturn foi um erro no que diz respeito ao hardware. Os jogos eram obviamente formidáveis, mas o hardware simplesmente não estava lá."

—Bernie Stolar, ex-presidente da Sega of America, dando sua avaliação do Saturn em 2009.
Como resultado da deterioração da situação financeira da empresa, Nakayama renunciou ao cargo de presidente da Sega em janeiro de 1998 em favor de Irimajiri. Stolar subsequentemente concordaria em se tornar diretor executivo e presidente da Sega of America. Após cinco anos de lucros geralmente em declínio, no ano fiscal encerrado em 31 de março de 1998, a Sega sofreu suas primeiras perdas financeiras originais e consolidadas desde sua listagem em 1988 na Tokyo Stock Exchange. Devido a uma queda de 54,8 por cento nas vendas de produtos de consumo (incluindo uma queda de 75,4 por cento no exterior), a empresa reportou um prejuízo líquido consolidado de 35,6 bilhões de ienes (269,8 milhões de dólares). Pouco antes de anunciar suas perdas financeiras, a Sega revelou que estaria descontinuando o Saturn na América do Norte, com o objetivo de se preparar para o lançamento de seu sucessor. Essa decisão deixou efetivamente o mercado ocidental sem jogos da Sega por mais de um ano. Rumores sobre o próximo Dreamcast — divulgados principalmente pela própria Sega — vazaram para o público antes dos últimos jogos de Saturn serem lançados.

### Desenvolvimento
Desde 1995, surgiram relatos de que a Sega colaboraria com a Lockheed Martin, The 3DO Company, Matsushita ou a Alliance Semiconductor para criar uma GPU, com alguns sites dizendo que ela seria usada para um "Saturn 2" de 64 bits ou um periférico complementar. O desenvolvimento do Dreamcast não teve nenhuma relação com esse projeto. À luz do fraco desempenho do mercado do Saturn, Irimajiri decidiu começar a procurar fora da divisão de desenvolvimento de hardware interno da empresa para criar um novo console. Em 1997, Irimajiri contratou os serviços de Tatsuo Yamamoto da IBM para liderar uma equipe de onze pessoas para trabalhar em um projeto secreto de hardware nos Estados Unidos, conhecido como "Blackbelt". Relatos variam de como uma equipe interna liderada por Hideki Sato também iniciou o desenvolvimento no hardware do Dreamcast; um especifica que a Sega do Japão encarregou ambas as equipes, enquanto outro sugere que Sato se incomodou com a escolha de Irimajiri para iniciar o desenvolvimento externamente e escolheu que sua equipe de hardware iniciasse-o. Sato e seu grupo escolheram a arquitetura do processador Hitachi SH-4 e o processador gráfico VideoLogic PowerVR2, desenvolvido pela NEC, na produção de suas placas-mãe. Inicialmente conhecido como "Whitebelt", este projeto foi posteriormente codinomeado como "Dural", em homenagem a uma lutadora da série Virtua Fighter.
O grupo de Yamamoto optou por usar os processadores gráficos 3dfx Voodoo 2 e Voodoo Banshee, junto com uma CPU Motorola PowerPC 603e, mas posteriormente, o genciamento da Sega pediu que eles também usassem o chip SH-4. Ambos os processadores foram descritos como componentes "prontos para uso". Em 1997, a 3dfx começou a sua oferta pública inicial, e como resultado de obrigações legais, anunciou seus contratos com a Sega, incluindo o desenvolvimento do novo console. Isso irritou os executivos da Sega do Japão, que eventualmente decidiram usar o chipset Dural e cortar os laços com a 3dfx. De acordo com o ex-vice-presidente de comunicações da Sega of America e o ex-gerente de marca da NEC Charles Bellfield, apresentações de jogos usando a solução da NEC mostraram o desempenho e o baixo custo fornecidos pela arquitetura SH-4 e PowerVR. Ele afirmou ainda que "o relacionamento da Sega com a NEC, uma empresa japonesa, provavelmente também fez diferença [na decisão da Sega de adotar o design da equipe japonesa]". Stolar, por outro lado, achou que "a versão dos Estados Unidos, a versão 3dfx, deveria ter sido usada. O Japão queria a versão japonesa e o Japão venceu". Como resultado, a 3dfx entrou com uma ação contra a Sega e a NEC alegando quebra de contrato, que acabaria sendo resolvida fora dos tribunais. A escolha de usar a arquitetura PowerVR preocupou a Electronic Arts (EA), uma desenvolvedora de longa data para os consoles da Sega. A EA havia investido na 3dfx, mas não conhecia a arquitetura selecionada, que era supostamente menos poderosa. Conforme relatado por Shiro Hagiwara, gerente geral da divisão de hardware da Sega, e Ian Oliver, diretor da Cross Products, subsidiária da Sega, o SH-4 foi escolhido enquanto ainda estava em desenvolvimento e após um longo processo de deliberação, porque era o único processador disponível que "podia se adaptar para fornecer o desempenho de cálculo de geometria 3D necessário". Em fevereiro de 1998, a Sega renomeou o Dural para "Katana" (em homenagem à espada japonesa), embora certas especificações de hardware, como random access memory (RAM) ainda não estivessem finalizadas.
Sabendo que o Sega Saturn havia sido atrasado por seus altos custos de produção e hardware complexo, a Sega adotou uma abordagem diferente com o Dreamcast. Assim como os consoles anteriores da Sega, o Dreamcast foi projetado em torno de subsistemas inteligentes trabalhando em paralelo entre si, mas as seleções de hardware estavam mais alinhadas com o que era comum nos computadores pessoais do que nos consoles, reduzindo o custo do sistema. Segundo Damien McFerran, "a placa-mãe era uma obra-prima de design e compatibilidade limpa e organizada". O economista chinês e futuro diretor executivo da Sega.com, Brad Huang, convenceu o presidente da Sega, Isao Okawa, a incluir um modem em todos os Dreamcasts, apesar da oposição significativa da equipe de Okawa aos custos adicionais de quinze dólares por unidade. Para explicar as rápidas mudanças na entrega de dados domésticos, a Sega projetou o modem do Dreamcast para ser modular. A Sega selecionou o formato de mídia GD-ROM para o sistema. O GD-ROM, desenvolvido em conjunto pela Sega e pela Yamaha Corporation, pôde ser produzido em massa a um preço semelhante ao de um CD-ROM normal. evitando assim o maior gasto da tecnologia DVD-ROM. Como o formato GD-ROM pode conter cerca de 1 GB de dados, copiar ilegalmente os jogos do Dreamcast em um CD-ROM de 650 MB às vezes exigia a remoção de determinados recursos do jogo, embora isso não impedisse totalmente a cópia dos jogos. A Microsoft desenvolveu uma versão personalizada do Dreamcast do Windows CE com a API do DirectX e bibliotecas de vínculo dinâmico, facilitando a portabilidade de jogos para PC na plataforma, embora os programadores acabariam por favorecer as ferramentas de desenvolvimento da Sega sobre as da Microsoft.
A Sega realizou uma competição pública para nomear seu novo sistema e considerou mais de cinco mil inscrições diferentes antes de escolher "Dreamcast" — uma junção de "dream" e "broadcast". De acordo com Katsutoshi Eguchi, o desenvolvedor de jogos japonês Kenji Eno enviou o nome e criou o logotipo em espiral do Dreamcast, mas essa alegação não foi verificada pela Sega. O som de inicialização do Dreamcast foi composto pelo músico japonês Ryuichi Sakamoto. Como o Saturn havia manchado a reputação da Sega, a empresa planejava remover totalmente seu nome do console e estabelecer uma nova marca de jogos, semelhante ao PlayStation da Sony, mas, no fim, a equipe de gerenciamento de Irimajiri decidiu manter o logotipo da Sega no exterior do Dreamcast. A Sega gastou entre cinquenta e oitenta milhões de dólares em desenvolvimento de hardware, entre 150 e duzentos milhões de dólares em desenvolvimento de software, e trezentos milhões em propagandas mundiais — uma quantia que Irimajiri, ex-executivo da Honda, comparou com humor aos investimentos necessários para projetar novos automóveis.

### Lançamento
Apesar de sofrer enormes perdas com o Saturn, incluindo uma queda de 75 por cento nos lucros do semestre pouco antes do lançamento japonês do Dreamcast, a Sega se sentiu confiante em relação ao seu novo sistema. O Dreamcast atraiu um interesse significativo e muitas pré-encomendas. A Sega anunciou que Sonic Adventure, o próximo jogo estrelado pela mascote da empresa, Sonic the Hedgehog, chegaria a tempo do lançamento do Dreamcast e promoveria o jogo com uma demonstração pública em larga escala no Tokyo Kokusai Forum Hall. No entanto, a Sega não conseguiu atingir suas metas de envio para o lançamento japonês do Dreamcast devido à escassez de chipsets PowerVR causados por uma alta taxa de falhas no processo de fabricação. Como mais da metade de seu estoque limitado já havia sido pré-encomendado, a Sega parou as pré-encomendas no Japão. Em 27 de novembro de 1998, o Dreamcast foi lançado no Japão ao preço de 29 mil ienes, e todo o estoque foi esgotado até o final do dia. No entanto, dos quatro jogos disponíveis no lançamento, apenas um — um porte de Virtua Fighter 3, o mais bem sucedido jogo de arcade que a Sega já lançou no Japão — vendeu bem. A Sega estimou que mais duzentas a trezentas mil unidades do Dreamcast poderiam ter sido vendidas se eles tivessem suprimentos suficientes. Os principais jogos do Dreamcast, Sonic Adventure e Sega Rally Championship 2, que foram adiados,  mas que chegaram nas semanas seguintes, tiveram vendas mais lentas do que o esperado. Irimajiri esperava vender mais de um milhão de unidades Dreamcast no Japão até fevereiro de 1999, mas menos de novecentas mil foram vendidas, minando as tentativas da Sega de construir uma base instalada suficiente para garantir a sobrevivência do Dreamcast após a chegada da concorrência de outros fabricantes. Houve relatos de consumidores japoneses decepcionados retornando seus Dreamcasts e usando o reembolso para comprar jogos de PlayStation no lugar. Seaman, lançado em julho de 1999, foi considerado o primeiro grande sucesso do Dreamcast no Japão. Antes do lançamento no Ocidente, a Sega reduziu o preço do Dreamcast para 19 900 ienes, efetivamente tornando o hardware não rentável, mas aumentando as vendas. A redução de preço e a liberação de SoulCalibur, da Namco, ajudaram a Sega a ganhar dezessete por cento em suas ações.
Antes do lançamento do Dreamcast, a Sega foi surpreendida quando a EA — a maior publicadora de terceiros de jogos eletrônicos — anunciou que não desenvolveria jogos para o sistema. O diretor de criação da EA, Bing Gordon, disse que a Sega "havia falhado na configuração sobre a inclusão de um modem e a escolha do então desconhecido PowerVR sobre um jogador estabelecido como a 3dfx", e assim os desenvolvedores da EA não quiseram trabalhar com o console, acrescentando que ao seu ver "a Sega não estava agindo como uma empresa de hardware competente". Gordon também afirmou que "[a Sega] não pôde dar a nós [EA] o mesmo tipo de licença que a EA teve nos últimos cinco anos". Stolar teve uma afirmação diferente da quebra nas negociações com a EA, lembrando que o presidente da EA, Larry Probst, queria especificamente "direitos exclusivos para ser a única marca de esportes no Dreamcast", que Stolar não pôde aceitar devido à recente compra de dez milhões de dólares da Sega da desenvolvedora de jogos de esporte Visual Concepts. Embora a série Madden NFL da EA tenha estabelecido o poder da marca, Stolar considerou a NFL 2K muito superior e "uma experiência inovadora" para lançar o Dreamcast. Apesar do Dreamcast não possuir nenhum dos jogos esportivos populares da EA, os jogos "Sega Sports" desenvolvidos principalmente pela Visual Concepts ajudou a preencher esse vazio.

"Vamos tomar a estimativa conservadora de 250 mil unidades do Dreamcast como presságio — isso é um quarto de milhão de unidades a duzentos dólares. Teremos uma proporção de 1,5 ou dois jogos para cada unidade do Dreamcast vendida. Isso é meio milhão de unidades de software. Achamos que seremos de meio para um em VMUs e itens periféricos, como controladores extras e o que você possui. Esse período pode ser de 60 a 80 milhões de dólares em 24 horas. O que já vendeu 60 a 80 milhões de dólares nas primeiras 24 horas?"

—Peter Moore falando ao Electronic Gaming Monthly sobre o próximo lançamento do Dreamcast.
Trabalhando em estreita colaboração com a Midway Games, que desenvolveu quatro jogos de lançamento para o sistema, e aproveitando os dez meses após o lançamento do Dreamcast no Japão, A Sega of America trabalhou para garantir um lançamento mais bem-sucedido nos Estados Unidos, com um mínimo de 15 jogos de lançamento. Apesar da persistente amargura pela libertação antecipada do Saturn, Stolar conseguiu reparar as relações com os principais varejistas dos Estados Unidos, com os quais a Sega vendeu trezentas mil unidades do Dreamcast. Além disso, uma promoção de pré-lançamento permitiu que os consumidores alugassem o sistema da Hollywood Video nos meses anteriores ao lançamento em setembro. O vice-presidente sênior de marketing da Sega of America, Peter Moore, um fã da atitude anteriormente associada à marca da Sega, trabalhou com as empresas Foote, Cone & Belding e Access Communications para desenvolver a campanha "It's Thinking", composta por comerciais de televisão de 15 segundos, que enfatizava o poder do hardware do Dreamcast. De acordo com Moore, "precisávamos criar algo que realmente intrigasse os consumidores, pedisse desculpas pelo passado, mas invocasse todas as coisas que amamos na Sega, principalmente desde os dias do Genesis". Em 11 de agosto, a Sega of America confirmou que Stolar havia sido demitido, deixando Moore para dirigir o lançamento.
O Dreamcast foi lançado na América do Norte em 9 de setembro de 1999 ao preço de 199 dólares — que o marketing da Sega apelidou de "9/9/99 por $199". Dezoito jogos de lançamento estavam disponíveis para o Dreamcast nos Estados Unidos. A Sega estabeleceu um novo recorde de vendas, vendendo mais de 225.132 unidades Dreamcast em 24 horas, ganhando à empresa 98,4 milhões de dólares no que Moore chamou de "as maiores 24 horas na história do varejo de entretenimento. Em duas semanas, as vendas da Dreamcast nos Estados Unidos excederam quinhentas mil. No Natal, a Sega detinha trinta e um por cento da participação no mercado de consoles norte-americano. Jogos significativos de lançamento incluíam Soul Calibur, um jogo de luta de arcade aprimorado graficamente para o sistema que vendeu um milhão de unidades, e o simulador de futebol de alta-qualidade da Visual Concepts NFL 2K. Em 4 de novembro, a Sega anunciou que havia vendido mais de um milhão de unidades do Dreamcast. No entanto, o lançamento foi marcado por uma falha em uma das fábricas da Sega, que produzia GD-ROMs com defeito.
A Sega lançou o Dreamcast na Europa em 14 de outubro de 1999, a um preço de duzentas libras. Em 24 de novembro, quatrocentos mil consoles haviam sido vendidos na Europa. No Natal de 1999, a Sega da Europa relatou vender quinhentas mil unidades, colocando-a seis meses antes do previsto. As vendas não continuaram nesse ritmo; em outubro de 2000, a Sega havia vendido apenas cerca de 1 milhão de unidades na Europa.. Como parte das promoções da Sega do Dreamcast na Europa, a empresa patrocinou quatro clubes de futebol europeus: Arsenal F.C. (Inglaterra), AS Saint-Étienne (França), U.C. Sampdoria (Itália), e Deportivo de La Coruña (Espanha).
No Brasil, a Tec Toy lançou o Dreamcast em setembro de 1999, por 900 reais. Para cortar custos, a versão brasileira vinha sem jogo incluso
```
e não era equipada com 
modem
 para conexão à Internet, que seria lançado meses depois, por 49,99 reais.
[
79
]
 Até julho de 2000, o Dreamcast vendeu cerca de 20 mil unidades no Brasil.
[
80
]
```

### Competição

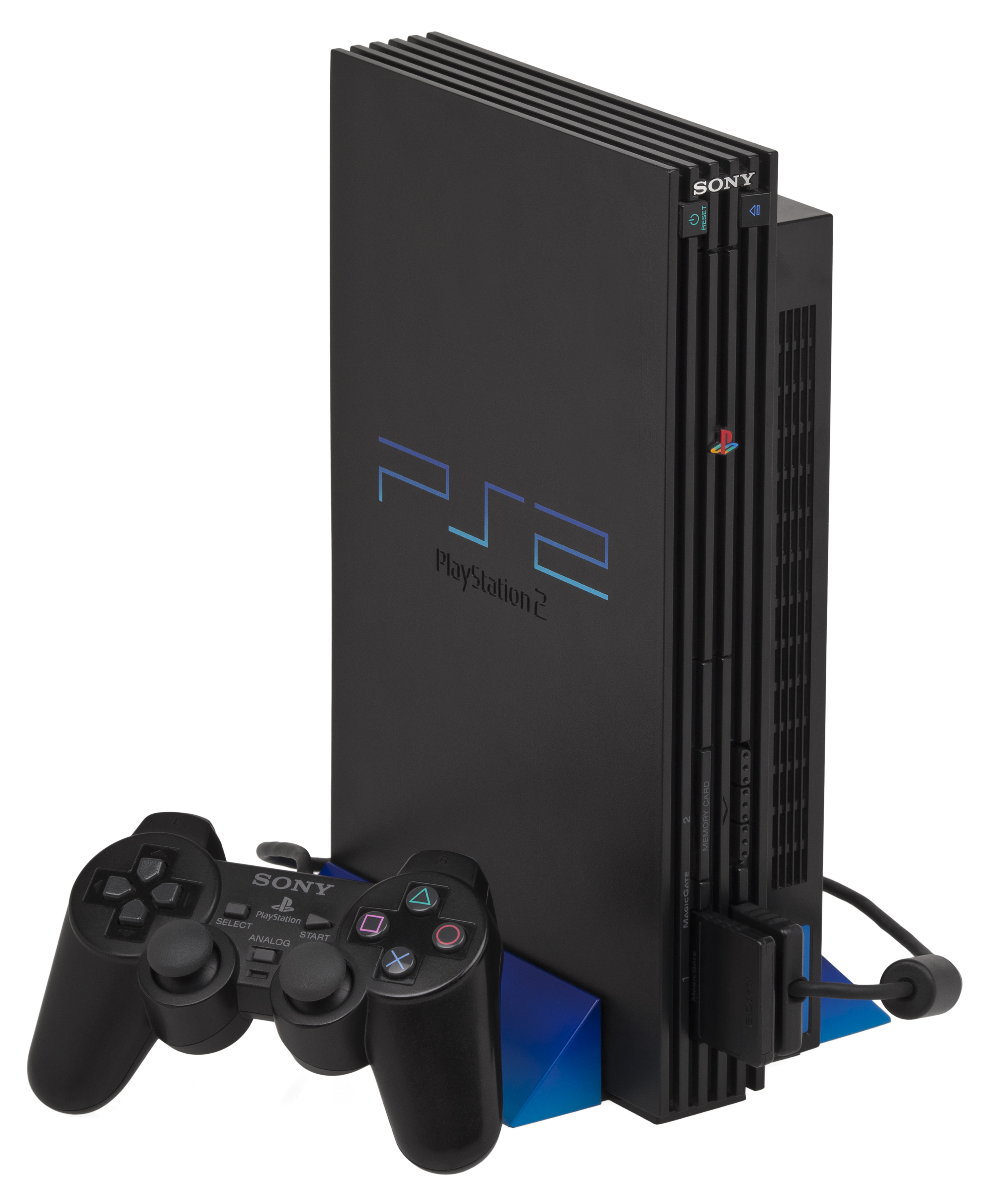
O PlayStation 2 forneceu forte concorrência ao Dreamcast

Embora o lançamento do Dreamcast tenha sido bem-sucedido, a Sony ainda detinha sessenta por cento da participação geral do mercado de consoles na América do Norte com o PlayStation no final de 1999. Em 2 de março de 1999, no que um relatório chamou de "anúncio altamente divulgado num estilo vaporware", a Sony revelou os primeiros detalhes do seu "PlayStation da próxima geração", que Ken Kutaragi alegou que permitiria que os consoles transmitissem emoções sem precedentes. O centro do plano de marketing da Sony e o próximo PlayStation 2 em si era uma nova CPU (com clock de 294 MHz) desenvolvida em conjunto pela Sony e pela Toshiba — a "Emotion Engine" — que Kutaragi anunciou que apresentaria um processador gráfico com mil vezes mais largura de banda do que os processadores gráficos de PC contemporâneos e um desempenho de cálculo de ponto flutuante de 6.2 gigaflops, rivalizando com a maioria dos supercomputadores. A Sony, que investiu 1,2 bilhão de dólares em duas fábricas de semicondutores de integração em larga escala para fabricar o "Emotion Engine" e o "Graphics Synthesizer" do PlayStation 2, projetou a máquina para calcular mais polígonos brutos do que qualquer console de videogame da história. A Sony afirmou que o PlayStation 2 poderia render 75 milhões de polígonos brutos por segundo sem absolutamente nenhum efeito, e 38 milhões sem contabilizar recursos como mapeamento de texturas, inteligência artificial, ou física. Com tais efeitos, a Sony estimou que o PlayStation 2 poderia renderizar de 7,5 milhões a 16 milhões de polígonos por segundo, enquanto as estimativas independentes variaram de 3 a 20 milhões, em comparação com as estimativas da Sega de mais de 3 milhões até 6 milhões para o Dreamcast. O sistema também utilizaria o formato DVD-ROM, que poderia conter substancialmente mais dados do que o formato GD-ROM do Dreamcast. Por se conectar à Internet enquanto reproduz filmes, músicas e videogames, a Sony considerou o PlayStation 2 o futuro do entretenimento doméstico. Rumores espalharam de que o PlayStation 2 era um supercomputador capaz de guiar mísseis e exibindo gráficos com qualidade de Toy Story, enquanto Kutaragi se vangloriava de seus recursos online, dizendo que o console daria aos consumidores a capacidade de "entrar na Matrix!" Além disso, a Sony enfatizou que o PlayStation 2 seria compatível com centenas de jogos populares do primeiro PlayStation. As especificações da Sony pareciam tornar o Dreamcast obsoleto meses antes do lançamento nos Estados Unidos, embora tenham surgido relatórios mais tarde dizendo que o PlayStation 2 não era tão poderoso quanto o esperado e era difícil de programar jogos para ele. No mesmo ano, a Nintendo anunciou seu console de próxima geração, o Nintendo GameCube, que atenderia ou excederia qualquer coisa no mercado, e a Microsoft começou o desenvolvimento de seu próprio console, o Xbox.
O ímpeto inicial da Sega se mostrou passageiro quando as vendas do Dreamcast nos Estados Unidos — que ultrapassavam 1,5 milhão no final de 1999 — começou a declinar já em janeiro de 2000. As vendas fracas do Japão contribuíram para o prejuízo líquido consolidado da Sega em 42,88 bilhões de ienes (404 milhões de dólares) no ano fiscal que terminou em março de 2000, que se seguiu a uma perda semelhante de 42,881 bilhões de ienes no ano anterior e marcou a terceira perda anual consecutiva da Sega. Embora as vendas totais da Sega no período tenham aumentado 27,4 por cento, e as vendas da Dreamcast na América do Norte e na Europa tenham excedido em muito as expectativas da empresa, esse aumento nas vendas coincidiu com uma diminuição na lucratividade devido aos investimentos necessários para o lançamento do Dreamcast nos mercados ocidentais e às fracas vendas de software no Japão. Ao mesmo tempo, condições de mercado cada vez mais precárias reduziram a lucratividade dos negócios de arcade japoneses da Sega, levando a empresa a fechar 246 locais. Sabendo que "eles têm que pescar onde os peixes estão mordendo",o presidente da Sega of America, Peter Moore (que assumiu sua posição depois que Stolar foi demitido) e os desenvolvedores da Sega of Japão focaram no mercado dos Estados Unidos para se preparar para o próximo lançamento do PlayStation 2. Para esse fim, a Sega of America lançou seu próprio provedor de serviços de Internet, o Sega.com, liderado pelo diretor executivo Brad Huang. Em 7 de setembro de 2000, a Sega.com lançou o SegaNet, o serviço de jogos na Internet do Dreamcast,a um preço de assinatura de 21,95 dólares por mês. Embora a Sega tenha lançado anteriormente apenas um jogo para o Dreamcast nos Estados Unidos que apresentava multijogador online (ChuChu Rocket!, um jogo de quebra-cabeça desenvolvido pela Sonic Team), o lançamento do SegaNet, que permitia aos usuários conversar, enviar email e navegar na web, combinado com o NFL 2K1, um jogo de futebol incluindo um componente online robusto, foi destinado a aumentar a demanda pelo Dreamcast no mercado dos Estados Unidos. O serviço suportaria posteriormente jogos como Bomberman Online, Quake III Arena, e Unreal Tournament. O lançamento em 7 de setembro coincidiu com uma nova campanha publicitária para promover o SegaNet, inclusive através do MTV Video Music Awards do mesmo dia, que a Sega patrocinou pelo segundo ano consecutivo. A Sega empregou estratégias de preços agressivas em relação aos jogos online. No Japão, todo Dreamcast vendido incluía um ano grátis de acesso à Internet, que Okawa pagava pessoalmente. Antes do lançamento da SegaNet, a Sega já havia oferecido um desconto de 200 dólares a qualquer proprietário do Dreamcast que adquirisse dois anos de acesso à Internet da Sega.com. Para aumentar a demanda pelo SegaNet nos Estados Unidos, a Sega baixou o preço do Dreamcast para 149 dólares (comparado ao preço de lançamento do PlayStation 2 nos Estados Unidos de 299 dólares) e ofereceu um desconto pelo preço total de 149 dólares de um Dreamcast (e um teclado do Dreamcast gratuito) a cada assinatura SegaNet de 18 meses.

"Tivemos 18 meses tremendos. O Dreamcast estava pegando fogo — nós realmente pensamos que poderíamos fazer isso. Mas então tínhamos uma meta do Japão que dizia que tínhamos que ganhar x centenas de milhões de dólares até o final do ano e mover x milhões de unidades de hardware; caso contrário, não poderíamos sustentar o negócio. De alguma forma, eu tive que fazer essa chamada, e não os japoneses. Eu tive que despedir muitas pessoas; não foi um dia agradável. Então, em 31 de janeiro de 2001, dissemos que a Sega estava deixando o hardware. Estávamos vendendo 50 000 unidades por dia, depois 60 000, depois 100 000, mas isso não seria suficiente para obter a massa crítica necessária para o lançamento do PlayStation 2. Foi um grande jogo de apostas. A Sega teve a opção de despejar mais dinheiro e ir à falência e eles decidiram que queriam viver para lutar outro dia."

—Peter Moore sobre a descontinuação do Dreamcast.
Moore declarou que o Dreamcast precisaria vender 5 milhões de unidades nos Estados Unidos até o final de 2000 a fim de permanecer uma plataforma viável, mas a Sega ficou aquém desse objetivo, com cerca de 3 milhões de unidades vendidas. Além disso, as tentativas da Sega de estimular o aumento das vendas do Dreamcast por meio de preços mais baixos e descontos em dinheiro causaram crescentes perdas financeiras. Em vez de um lucro esperado, nos seis meses findos em setembro de 2000, a Sega registrou uma perda de de 17,98 bilhões de ienes (163,11 milhões de dólares), com a empresa projetando uma perda de 23,6 bilhões de ienes no final do ano. Essa estimativa mais que dobrou para 58,3 bilhões de ienes, e em março de 2001, a Sega registrou um prejuízo líquido consolidado de 51,7 bilhões de ienes (417,5 milhões de dólares). Embora o lançamento do PlayStation 2 em 26 de outubro nos Estados Unidos tenha sido marcado por escassez, isso não beneficiou o Dreamcast tanto quanto o esperado; muitos consumidores continuaram esperando por um PlayStation 2, enquanto o PSOne, uma versão remodelada do PlayStation original, era o console mais vendido nos Estados Unidos no início da temporada de férias de 2000. De acordo com Moore, "o efeito PlayStation 2 em que estávamos confiando não funcionou para nós [...] as pessoas permanecerão o maior tempo possível [...] O que efetivamente aconteceu é que a falta de disponibilidade do PlayStation 2 congelou o mercado". Eventualmente, a Sony e a Nintendo detinham 50 por cento e 35 por cento, respectivamente, do mercado de consoles dos Estados Unidos, enquanto a Sega detinha apenas 15 por cento. Segundo Bellfield, o software do Dreamcast foi vendido na proporção de 8 para 1 com o hardware, mas essa proporção "em uma pequena base de instalação não nos deu a receita [...] para manter essa plataforma viável a médio e longo prazo".

### Declínio
Em 22 de maio de 2000, Okawa substituiu Irimajiri como presidente da Sega. Okawa há muito defendia que a Sega abandonasse o negócio de consoles. Seus sentimentos não eram únicos; o co-fundador da Sega, David Rosen, "sempre sentiu que era uma tolice limitar o seu potencial ao hardware da Sega", e Stolar sugeriu anteriormente que a Sega deveria ter vendido sua empresa para a Microsoft. Em setembro de 2000, em uma reunião com os executivos japoneses da Sega e os chefes dos principais estúdios japoneses de desenvolvimento de jogos da empresa, Moore e Bellfield recomendaram que a Sega abandonasse seus negócios de console e se concentrasse em software — solicitando os chefes de estúdio a abandonarem.
Mesmo assim, em 31 de janeiro de 2001, a Sega anunciou a descontinuação do Dreamcast em 31 de março e a reestruturação da empresa como uma desenvolvedora externa "independente de plataforma". A decisão foi de Moore. A Sega também anunciou uma redução de preço do Dreamcast para 99 dólares para eliminar seu estoque não vendido, estimado em 930 mil unidades em abril de 2001. Após uma redução adicional para 79 dólares, o Dreamcast foi finalmente retirado das lojas por 49,95 dólares. A unidade final do Dreamcast fabricada foi autografada pelos chefes de todos os nove estúdios internos de desenvolvimento de jogos da Sega, bem como pelos chefes da Visual Concepts e da Wave Master e distribuídos com 55 jogos primários de Dreamcast por meio de uma competição organizada pela revista GamePro. Okawa, que havia emprestado à Sega 500 milhões de dólares no verão de 1999, morreu em 16 de março de 2001; pouco antes de sua morte, ele perdoou as dívidas da Sega com ele e devolveu 695 milhões dólares em ações da Sega e CSK, ajudando a empresa a sobreviver à transição a uma desenvolvedora terciária. Como parte dessa reestruturação, quase um terço da força de trabalho de Tóquio da Sega foi demitida em 2001.
9,13 milhões de unidades do Dreamcast foram vendidas em todo o mundo. Após a descontinuação do Dreamcast, jogos comerciais ainda eram desenvolvidos e lançados para o sistema, particularmente no Japão. Nos Estados Unidos, os lançamentos de jogos continuaram até o final do primeiro semestre de 2002. A Sega of Japan continuou a reparar unidades de Dreamcast até 2007. Até 2014, o console ainda era suportado por várias versões independentes do MIL-CD. Após cinco anos consecutivos de perdas financeiras, a Sega finalmente obteve lucro no ano fiscal encerrado em março de 2003.
Os motivos citados pela falha do Dreamcast incluem a expectativa pelo PlayStation 2; falta de apoio da EA e da Squaresoft, considerados os desenvolvedores terciários mais populares nos Estados Unidos e no Japão, respectivamente; desacordo entre os executivos da Sega sobre o futuro da empresa; falta de compromisso de Okawa com o produto; a falta de dinheiro publicitário da Sega, com Bellfield duvidando que a Sega tenha gastado até metade dos cem milhões de dólares prometidos para promover o Dreamcast nos Estados Unidos; que o mercado ainda não estava pronto para jogos online; o foco da Sega em jogadores "hardcore" sobre o consumidor convencional; e momento ruim. Possivelmente, o motivo mais frequentemente citado seja o dano à reputação da Sega causado pelas várias plataformas anteriores com pouco suporte. Blake Snow, escrevendo para a GamePro, afirmou que "o console mais amado lançado anos antes da competição, mas acabou lutando para perder para a reputação negativa que a Sega ganhou durante os dias do Saturn, Sega 32X e Sega CD. Como resultado, jogadores casuais e desenvolvedores terceirizados cansados duvidaram da capacidade da Sega de entregar". Dan Whitehead, da Eurogamer, observou que a abordagem "esperar para ver" dos consumidores e a falta de suporte da EA eram sintomas e a causa do declínio da Sega, concluindo que "as desventuras da Sega durante a década de 1990 haviam deixado jogadores e editores desconfiados de qualquer nova plataforma com esse nome". Jimmy Parish, da 1UP.com, disse que "[e]mbora fosse fácil apontar um dedo acusador para a Sony e culpá-los por matar o Dreamcast, vendendo demais o PS2 [...] há um certo nível de desonestidade intelectual em tal posição [...] O baixo suporte da [Sega] nos Estados Unidos a hardware como o Sega CD, o 32X e o Saturn tornaram os jogadores tímidos. Muitos consumidores se sentiram roubados depois de investir em máquinas caras da Sega e encontrar comparativamente as bibliotecas deficientes".
O anúncio da Sega da transição a uma desenvolvedora terciária foi recebida com entusiasmo generalizado. De acordo com Travis Fahs, da IGN, "A Sega era uma empresa criativamente fértil, com um estábulo de propriedades em rápida expansão. Parecia que eles estavam em uma posição perfeita para começar uma nova vida como desenvolvedor/publicador." O ex-presidente da Working Designs, Victor Ireland, escreveu: "Na verdade, é uma coisa boa [...] porque agora a Sega sobreviverá fazendo o que eles fazem de melhor: software". A equipe do Newsweek comentou: "De Sonic a Shenmue, os programadores da Sega produziram algumas das experiências mais interessantes da história da mídia interativa [...] Destemido por uma plataforma de console em dificuldades, esse pelotão de desenvolvedores de software de classe mundial pode fazer o que faz de melhor em qualquer máquina do mercado". Rosen previu que "eles têm o potencial de pegar a Electronic Arts". A Game Informer, comentando a tendência da Sega de produzir clássicos cultos pouco apreciados, declarou: "Vamos nos alegrar com o fato da Sega estar fazendo jogos igualmente entre a atual cultura de consoles, para que a história não se repita".

## Especificações técnicas

### Hardware
Fisicamente, o Dreamcast mede 190 mm × 195,8 mm × 75,5 mm e pesa 1,5 kg. A CPU principal do Dreamcast é um Hitachi SH-4 32 bits RISC bidirecional e superescalar de 360 MIPS com clock de 200 MHz e um cachê de 8 KB, cache de dados de 16 KB e uma unidade de ponto flutuante orientada a gráficos de 128 bits, fornecendo 1,4 GFLOPS. Seu mecanismo de renderização PowerVR2 de 100 MHz, integrado ao sistema ASIC do sistema, é capaz de desenhar mais de 3 milhões de polígonos por segundo e sombreamento diferido. A Sega estimou que o Dreamcast era teoricamente capaz de renderizar 7 milhões de polígonos brutos por segundo, ou 6 milhões com texturas e iluminação, mas observou que "a lógica e a física dos jogos reduzem o desempenho gráfico máximo". Os efeitos gráficos de hardware  incluem filtragem trilinear, sombreamento de Gouraud, z-buffering, anti-aliasing espacial, classificação de translucidez por pixel e bump mapping. O sistema pode produzir aproximadamente 16,77 milhões de cores simultaneamente e exibe vídeo digitalizado entrelaçado ou progressivo numa resolução de 640 × 480. Seu processador de som Yamaha AICA de 67 MHz, com um núcleo ARM7 RISC de 32 bits, pode gerar 64 vozes com PCM ou ADPCM, proporcionando dez vezes o desempenho do sistema de som do Saturn. O Dreamcast possui 16 MB de RAM principal, além de 8 MB de RAM adicional para texturas gráficas e 2 MB de RAM para som. O sistema lê mídia usando uma unidade Yamaha GD-ROM de velocidade 12x. Além do Windows CE, o Dreamcast suporta várias APIs de aplicativos Sega e middleware. Na maioria das regiões, o Dreamcast incluía um modem removível para conectividade online, que era modular para futuras atualizações. O modelo japonês original e todos os modelos PAL tinham uma taxa de transferência de 33,6 kbit/s, enquanto os consoles vendidos nos Estados Unidos e no Japão após 9 de setembro de 1999 apresentavam um modem dial-up de 56 kbit/s.

### Modelos

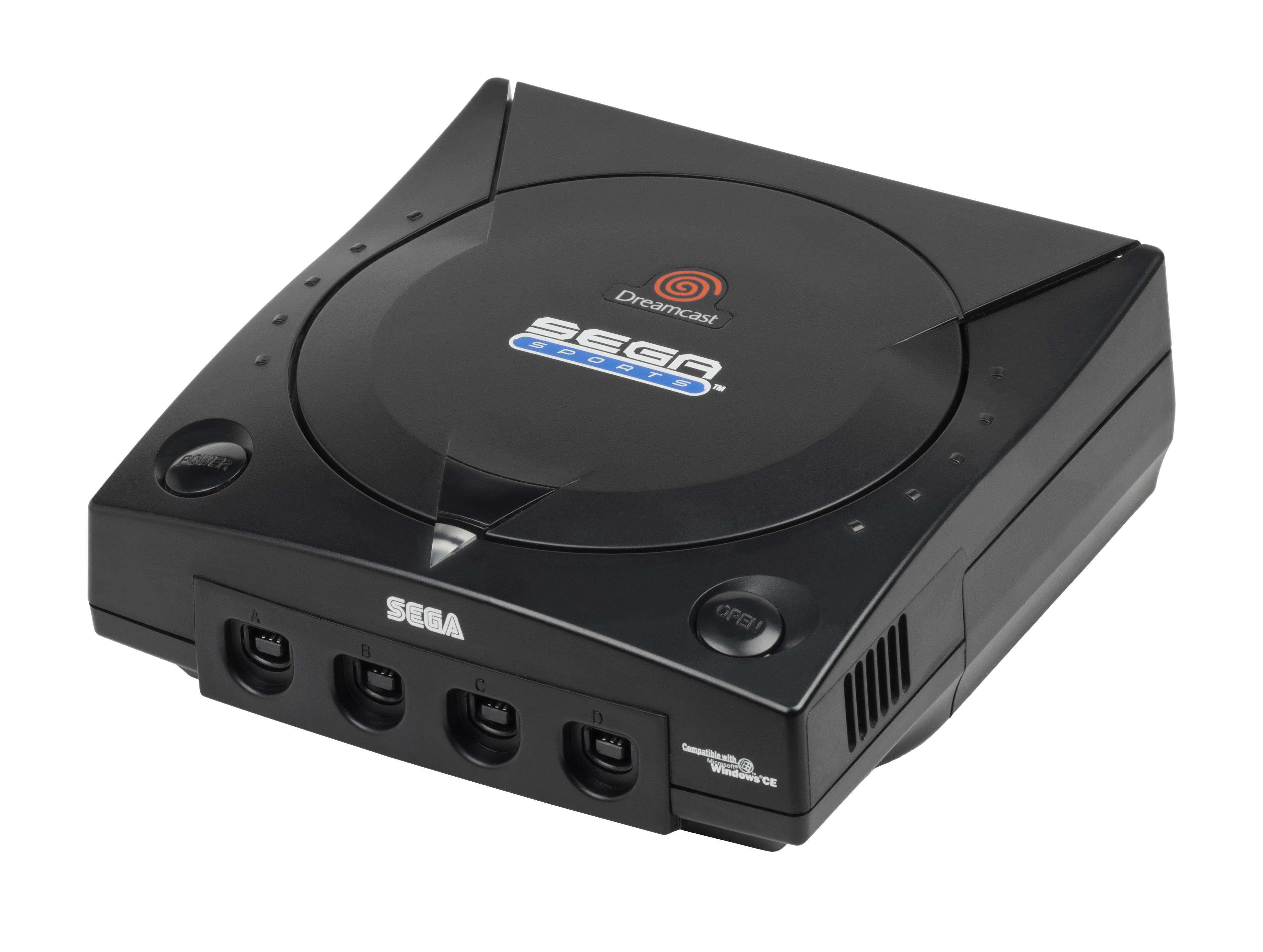
O modelo preto Sega Sports de edição limitada

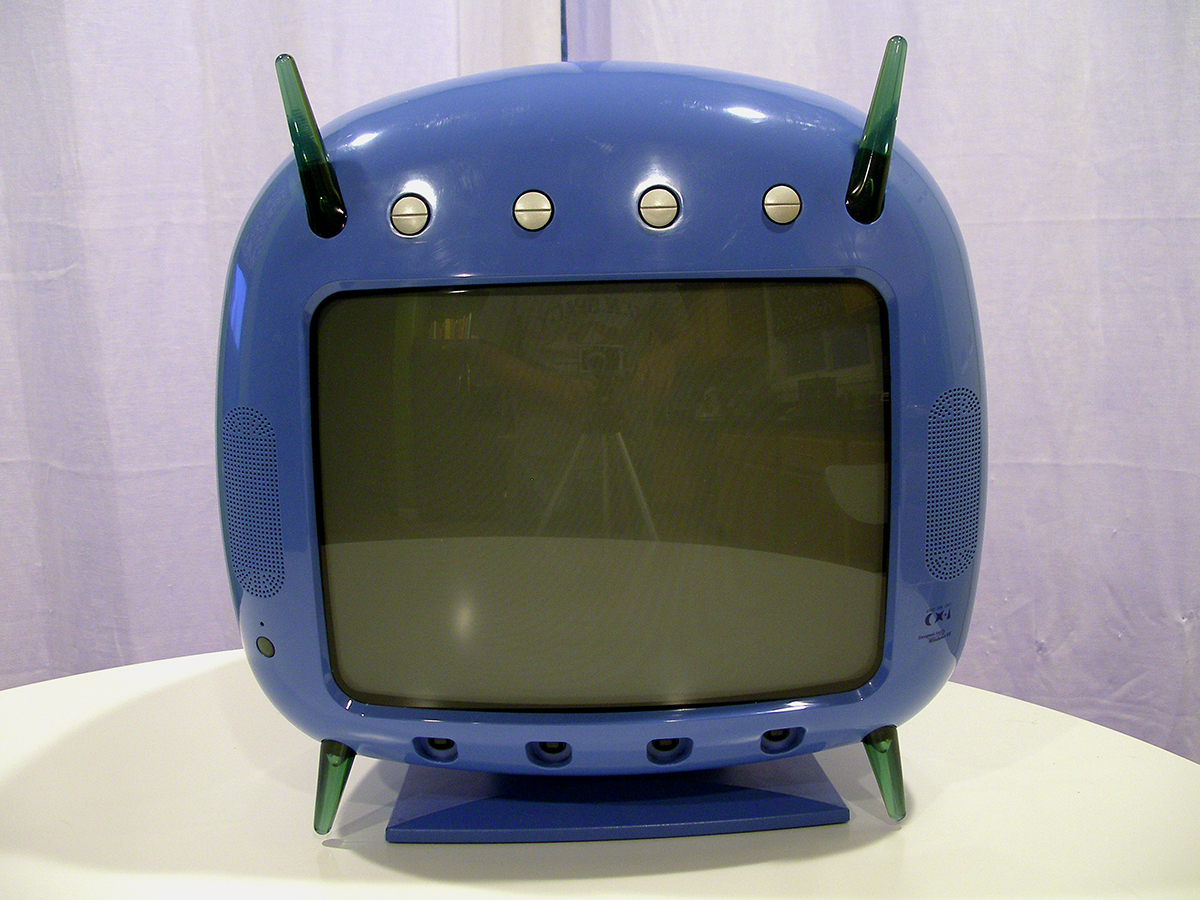
O Divers 2000 CX-1 é uma edição especial do Dreamcast que possui um aparelho de televisão embutido

A Sega construiu vários modelos diferentes para o Dreamcast, a maioria dos quais exclusivos do Japão. Um Dreamcast reformado conhecido como R7 foi originalmente usado como console de rede em salões de pachinko japoneses. Outro modelo, o Divers 2000 CX-1, possui uma forma semelhante à cabeça do Sonic e inclui uma televisão e software para teleconferência. Uma versão da Hello Kitty, limitado a 2000 unidades produzidas, foi destinado a jogadoras japonesas. Edições especiais foram criadas para Seaman e Resident Evil Code: Veronica. As variações de cores foram vendidas através de um serviço chamado "Dreamcast Direct" no Japão. A Toyota também ofereceu unidades Dreamcast de edição especial em 160 de seus revendedores no Japão. Na América do Norte, um Dreamcast preto de edição limitada foi lançado com o logotipo da Sega Sports na tampa, que incluía controles pretos da marca Sega Sports e dois jogos.

### Controle e acessórios

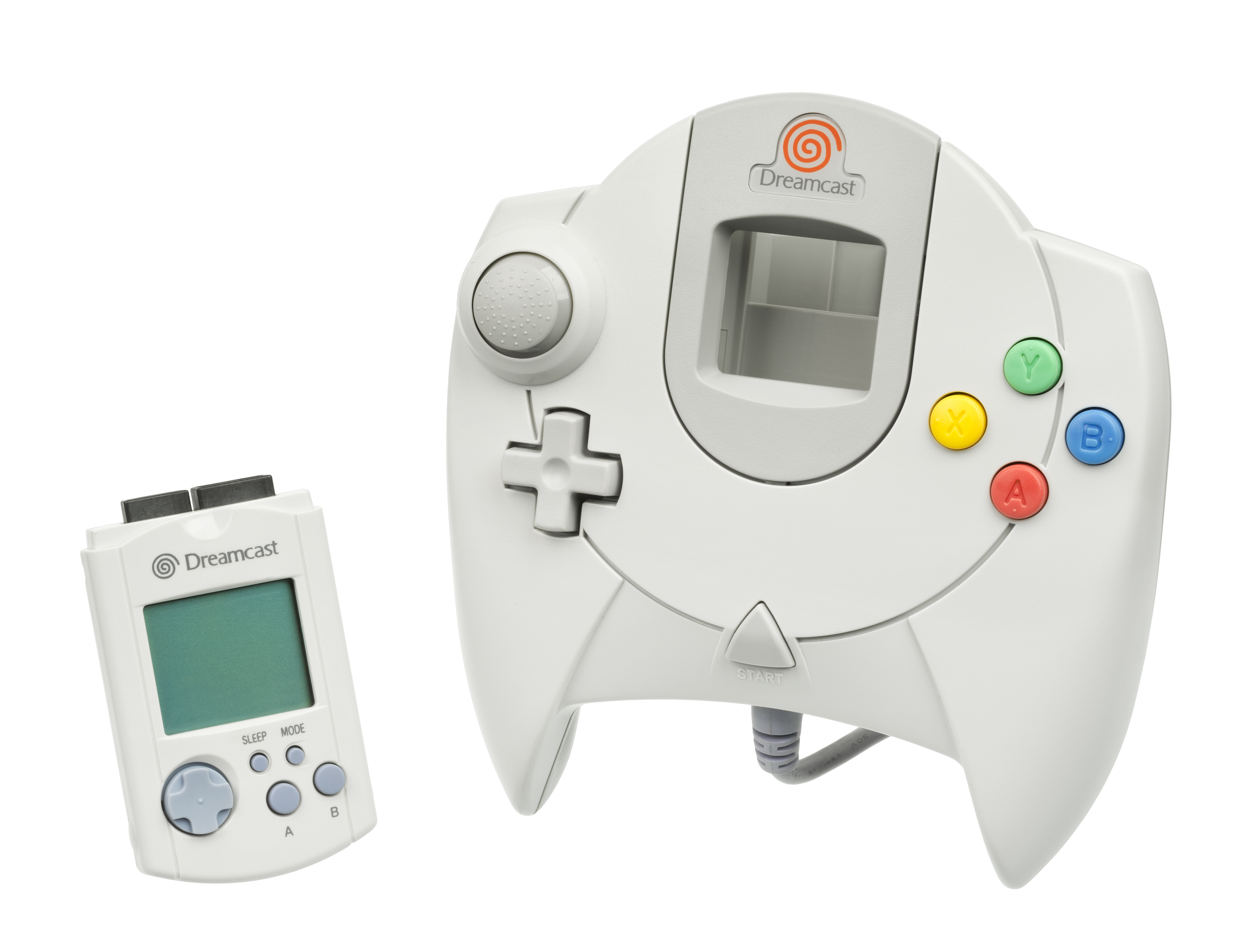
O controle Dreamcast possui dois conectores de encaixe para uso com vários acessórios, como o VMU

O controle do Dreamcast inclui um analógico, um direcional, quatro botões de ação, um botão iniciar e dois gatilhos analógicos. O sistema possui quatro portas para entradas de controle, embora tenha sido fornecido com apenas um controle. O design do controle, descrito pela equipe da Edge como "uma feia evolução do controle 3D do Saturn," foi chamado de "[não] tão bom" por Sam Kennedy da 1UP.com e "coxo" por Andy McNamara da Game Informer. A equipe da IGN escreveu que "ao contrário da maioria dos controles, o controle da Sega força as mãos do usuário a uma posição paralela desconfortável". Ao contrário do Sega CD e do Sega Saturn, que incluíam memória de backup interna, o Dreamcast usa um cartão de memória de 128 KB, chamado de VMU (abreviação de "Visual Memory Unit"; tradução literal: Unidade de Memória Visual) para armazenamento de dados. O VMU possui uma pequena tela de LCD, saída de áudio de uma fonte de som PWM de um canal, armazenamento não volátil, um direcional e quatro botões. O VMU pode apresentar informações do jogo, ser usado como um dispositivo de jogo portátil mínimo, e conectar a certas máquinas de fliperama da Sega. Por exemplo, os jogadores podem usar o VMU para convocar partidas em NFL 2K ou criar animais de estimação virtuais em Sonic Adventure. Os funcionários da Sega declararam que o VMU poderia ser usada "como uma área de visualização privada, cuja ausência impediu a implementação efetiva de muitos tipos de jogos no passado". Depois que uma porta da VMU foi incorporado ao design do controle, os engenheiros da Sega encontraram muitos usos adicionais para ele, então uma segunda porta foi adicionada. Esta porta foi geralmente usada para pacotes de vibração que fornecem feedback de força, como o "Jump Pack" da Sega e o "Tremor Pack" da Performance, embora também possa ser usado para outros periféricos, incluindo um microfone, permitindo controle de voz e comunicação com o jogador. Várias adições de terceiros fornecem armazenamento e alguns contém adição de tela LCD. A Iomega anunciou um zip drive compatível com Dreamcast que pode armazenar até 100 MB de dados em discos removíveis, mas nunca foi lançado.
Vários controles de terceiros de empresas como a Mad Catz incluem botões adicionais e outros recursos extras; terceiros também fabricavam controles de fliperama para jogos de luta, como o Arcade Stick da Agetech e o Alloy Arcade Stick da Interact. Mad Catz e Agetec criaram rodas de corrida para jogos de corrida. A Sega decidiu não lançar seu acessório que simulava uma pistola nos Estados Unidos, mas alguns terceiros lançaram acessórios parecidos. O Dreamcast tem suporte a um controle de movimento "carretel e vara" da Sega e um teclado para entrada de texto. Embora tenha sido projetado para jogos de pesca como Sega Bass Fishing, Soul Calibur era jogável com o controle de pesca, que traduzia movimentos verticais e horizontais em movimentos de espada na tela de uma maneira que foi retroativamente citada como predecessora do Wii Remote. O porte japonês de Cyber Troopers Virtual-On Oratorio Tangram suportava um periférico chamado "Twin Sticks", mas a publicadora americana do jogo, a Activision, optou por não lançá-lo nos Estados Unidos. O Dreamcast pode se conectar ao Neo Geo Pocket Color da SNK, de forma similar ao Nintendo GameCube-Game Boy Advance cable da Nintendo. A Sega também produziu o Dreameye, uma câmera digital que pode ser conectada ao Dreamcast e usada para trocar fotos e participar de bate-papo por vídeo pela conexão à Internet do sistema. A Sega esperava que os desenvolvedores usassem o Dreameye para software futuro, como alguns usaram mais tarde com o periférico similar EyeToy da Sony. Além disso, a Sega investigou sistemas que permitiriam aos usuários fazer chamadas telefônicas com o Dreamcast, e discutiram com a Motorola o desenvolvimento de um telefone celular com acesso à Internet que usaria a tecnologia do console para permitir downloads rápidos de jogos e outros dados.
O console pode fornecer vídeo através de vários acessórios diferentes. O console vinha com cabos A/V, considerados na época o padrão para conectividade de vídeo e áudio. A Sega e vários terceiros também fabricaram conectores de modulador de radiofrequência e cabos S-Video. Um adaptador VGA permite que jogos do Dreamcast sejam jogados em monitores de computador ou televisões de alta definição em 480p.

## Jogos

Sonic Adventure foi um jogo significativo para o Dreamcast por ser o primeiro jogo de plataforma 3D da série Sonic the Hedgehog

Antes do lançamento do Dreamcast no Japão, a Sega anunciou o lançamento de sua placa de arcade New Arcade Operation Machine Idea (NAOMI), que serviu como uma alternativa mais barata ao Sega Model 3. A NAOMI compartilhou a mesma tecnologia que o Dreamcast — embora com o dobro da memória do sistema, vídeo e áudio e uma placa ROM de 160 MB flash no lugar de uma unidade GD-ROM — permitindo portes de arcade quase idênticos. Os jogos foram portados da NAOMI para o Dreamcast por várias empresas japonesas de fliperama, incluindo a Capcom (Marvel vs. Capcom 2 e Project Justice), Tecmo (Dead or Alive 2), Treasure (Ikaruga), e a própria Sega (F355 Challenge e Crazy Taxi).
No que foi chamado de "um breve momento de notável criatividade", em 2000, a Sega reestruturou suas equipes de desenvolvimento de arcade e console em nove estúdios semi-autônomos, chefiados pelos principais designers da empresa. Os estúdios incluíam United Game Artists (UGA) (liderado pelo ex-produtor do Sega Rally Championship Tetsuya Mizuguchi), Hitmaker (liderado pelo criador de Crazy Taxi e futuro presidente da Sega, Hisao Oguchi), Smilebit (liderado por Shun Arai e diversos ex-desenvolvedores de Panzer Dragoon e futuros desenvolvedores de Yakuza da Team Andromeda), Overworks (liderado por Noriyoshi Oba e composto por desenvolvedores de franquias da Sega, incluindo Sakura Wars, Shinobi e Streets of Rage), Sega AM2 (o estúdio de arcade mais famoso da Sega e o desenvolvedor da série de jogos de luta Virtua Fighter da Sega, liderado pelo principal desenvolvedor da empresa, Yu Suzuki), e Sonic Team (o desenvolvedor da principal série da Sega, Sonic the Hedgehog, liderado por Yuji Naka). As casas de design da Sega foram incentivadas a experimentar e se beneficiaram de um processo de aprovação relativamente relaxado, resultando em jogos como Rez (uma tentativa de simular uma sinestesia na forma de um rail shooter), The Typing of the Dead (uma versão de The House of the Dead 2 refeito em um treinador de digitação por toque), Seaman (um animal de estimação virtual em que os jogadores usam um microfone para interagir com um peixe humanóide grotesco cujo crescimento é narrado por Leonard Nimoy), e Segagaga (um role-playing-game exclusivo do Japão empregando comentários sobre a abundância excessiva de sequências produzidas pela indústria de videogames, na qual os jogadores são encarregados de impedir a Sega de fechar negócios). A Sega também reviveu franquias da era Genesis, como Ecco the Dolphin. Os estúdios internos da Sega foram consolidados a partir de 2003, com Mizuguchi deixando a empresa após a fusão da UGA com a Sonic Team.
A UGA criou o jogo musical Space Channel 5, em que jogadores ajudam uma repórter do espaço sideral chamada Ulala a combater alienígenas com "energia de groove" dançando. Destinado a um público "casual feminino", o Space Channel 5 é considerado uma das propriedades originais "mais ousadas e amadas" da Sega, combinando uma trilha sonora "desafiadoramente retrô" e "edificante" com apresentação visual "deslumbrante" e "colorida" — apesar da "falta de substância real na jogabilidade". Nem o Space Channel 5 nem o Rez da UGA tiveram sucesso comercial, e Rez estava disponível apenas no mercado dos Estados Unidos através de um porte para o PS2 lançado em quantidades limitadas. Portes de arcade da Hitmaker incluíam Crazy Taxi — um jogo de arcade mundo aberto de corrida conhecido por sua jogabilidade viciante, que vendeu mais de um milhão de cópias e tem sido frequentemente citado como um dos melhores jogos do Dreamcast — e Virtua Tennis — que revitalizou o gênero dos jogos de tênis com um simples esquema de controle com dois botões e uso de minijogos para testar a habilidade do jogador. Jet Set Radio da Smilebit — jogo em que os jogadores controlam uma gangue de jovens skatistas rebeldes de Tóquio, chamados "GGs", que usam grafito para reivindicar território de gangues rivais enquanto evitam uma força policial opressiva —foi citado como um exemplo importante do compromisso da Sega com os conceitos originais de jogos durante a vida útil do Dreamcast. Louvado pela trilha sonora "punk, psicodélica" do compositor Hideki Naganuma, que incorpora elementos de "J-pop e electro-funk", bem como sua mensagem de "auto-expressão e dissidência não violenta", o jogo também popularizou gráficos cel shaded. Apesar dos elogios por seu estilo, alguns criticaram a jogabilidade do Jet Set Radio como medíocre, e não atendeu às expectativas de vendas da Sega. Produzido por Rieko Kodama, o role-playing game desenvolvido pela Overworks, Skies of Arcadia,foi aclamado por seu mundo de fantasia surreal, inspirado em Jules Verne, de ilhas flutuantes e piratas do céu, protagonistas encantadores, ênfase única nas propriedades ambientais das armas, emocionantes batalhas de dirigíveis e enredo memorável, incluindo uma sequência vista de várias perspectivas.
A AM2 desenvolveu o que a Sega esperava que fosse o aplicativo matador do Dreamcast, Shenmue, um "épico de vingança na tradição do Chinese cinema." O jogo de ação e aventura envolveu a busca do protagonista Ryo Hazuki para vingar o assassinato de seu pai, mas seu principal ponto de venda foi sua capitulação da cidade japonesa de Yokosuka, que incluía um nível de detalhe considerado sem precedentes para um jogo eletrônico. Incorporando um ciclo simulado de dia e noite com clima variável, non-player characters com agendas regulares e a capacidade de pegar e examinar objetos detalhados (também introduzindo o evento Quick-time em sua forma moderna), Shenmue passou do orçamento previsto e houve rumores dizendo que o jogo custou à Sega mais de 50 milhões de dólares. Originalmente planejado como o primeiro jogo de uma saga de 11 partes, Shenmue acabou por ser reduzido a uma trilogia — e apenas uma sequência foi lançada. Apesar de Shenmue ser louvado por sua inovação, visuais e música, sua recepção crítica foi mista; pontos de crítica incluíram "paredes invisíveis" que limitavam o senso de liberdade do jogador, tédio causado pela incapacidade de progredir sem esperar que os eventos programados ocorram em horários específicos, cenas excessivas no jogo e falta de desafio. Segundo Moore, Shenmue vendeu "extremamente bem", mas o jogo não teve chance de obter lucro devido à limitada base instalada do Dreamcast. Shenmue II "foi concluído por uma quantia muito mais razoável", enquanto Sato defendeu Shenmue como um "investimento [que] algum dia será recuperado" porque "os avanços de desenvolvimento que aprendemos [...] podem ser aplicados a outros jogos". Além da recepção mista de Shenmue, Travis Fahs, da IGN, afirmou que "a era [do Dreamcast] não era tão gentil com [a AM2] quanto nos anos anteriores" — citando (entre outros) F355 Challenge como um jogo de arcade "aclamado" que "não fazia muito em casa", e o porte de Virtua Fighter 3 da Genki como inferior à versão arcade, "que já tinha alguns anos e nunca foi tão popular quanto seus antecessores." A série Virtua Fighter experimentaria um "tremendo retorno" com o aclamado  Virtua Fighter 4 — que obteve um lançamento exclusivo para o PS2.

"Se alguma vez um sistema mereceu sucesso, foi o Dreamcast. O Dreamcast tem uma biblioteca infernal. Agora está morrendo, com 18 meses de idade, com uma biblioteca maior que a do Nintendo 64, de 5 anos. É uma biblioteca melhor que a do Nintendo 64. O Dreamcast foi um sistema maravilhoso."

—Jornalista Steven L. Kent em março de 2001.
Como o primeiro jogo de plataforma totalmente em 3D estrelado pelo mascote da Sega, Sonic the Hedgehog, o Sonic Adventure da Sonic Team foi considerado "a peça central do lançamento do [Dreamcast]". Adventure recebeu críticas por problemas técnicos, incluindo ângulos de câmera erráticos e glitches, mas foi elogiado por seus gráficos "deliciosos", "ambientes vastos e distorcidos" e peças icônicas — incluindo um segmento no qual Sonic desce ao lado de um arranha-céu — e foi descrito como o ápice criativo da série Sonic. No entanto, ele falhou em "se aproximar dos jogadores do jeito que Mario 64 [da Nintendo] fez", possivelmente devido a uma falta de profundidade de jogo. Distinguindo-se pelo uso inovador de várias histórias com formas variadas de jogo, Adventure vendeu 2,5 milhões de cópias, tornando-se o jogo mais vendido do Dreamcast. A Sonic Team também desenvolveu o primeiro jogo online do Dreamcast — ChuChu Rocket! —que foi amplamente elogiado por sua jogabilidade viciante em quebra-cabeças e partidas multiplayer "frenéticas", e o jogo de música criticamente bem sucedido Samba de Amigo, que foi notável por seu caro periférico de maracás e estética colorida. Possivelmente o mais influente dos lançamentos de Dreamcast da Sonic Team foi Phantasy Star Online, o primeiro RPG de console online. Desenvolvido após Okawa solicitar um jogo online da Sonic Team, PSO foi fortemente influenciado pelo RPG de ação para PC Diablo, mas seu estilo de jogo foi refinado e simplificado para atrair o público do console.
Nos esportes, a série de futebol NFL 2K da Visual Concepts e sua série de basquete NBA 2K foram aclamadas pela crítica. NFL 2K foi considerado um excelente jogo de lançamento por seus visuais de alta qualidade e por ser "perspicaz, favorável ao contexto e, sim, até por ter comentários engraçados", enquanto NFL 2K1 apresentou multiplayer online inovador antes de seu principal concorrente, a série Madden NFL da EA. Madden e 2K continuaram competindo em outras plataformas até 2004 — com a série 2K introduzindo inovações como uma perspectiva em primeira pessoa nova no gênero, e eventualmente lançando ESPN NFL 2K5 no preço agressivamente baixo de 19,95 dólares — até a EA assinar um contrato exclusivo com a National Football League, "efetivamente afastando todos os outros jogos profissionais de futebol". Depois que a Sega vendeu a Visual Concepts por 24 milhões de dólares em 2005, a série NBA 2K continuou a ser publicada pela Take-Two Interactive. Durante a vida útil do Dreamcast, a Visual Concepts também colaborou com designer de níveis de Sonic the Hedgehog Hirokazu Yasuhara no jogo de ação e aventura Floigan Bros. e desenvolveu o sucesso crítico de ação Ooga Booga.
Para atrair o mercado europeu, a Sega formou uma afiliada francesa chamada No Cliché, que desenvolveu jogos como Toy Commander. A Sega Europe também se aproximou Bizarre Creations para desenvolver o jogo de corrida criticamente bem sucedido Metropolis Street Racer, que contou com recriações detalhadas de Londres, Tóquio e San Francisco—completo com fusos horários consistentes e estações de rádio ficcionais — e 262 pistas de corrida individuais.
Apesar das empresas Acclaim, SNK, Ubisoft, Midway, Activision, Infogrames, e Capcom apoiarem o sistema durante seu primeiro ano, o suporte de desenvolvedores de terceiros se mostrou difícil de ser obtido devido ao fracasso do Sega Saturn e à lucratividade da publicação para o PlayStation. Soul Calibur, da Namco, por exemplo, foi lançado para o Dreamcast por causa da impopularidade relativa da série Soul na época; Uma franquia mais popular da empresa, Tekken, foi associado ao console PlayStation e aos arcades baseados no PlayStation. Não obstante, Soul Calibur recebeu esmagadora aclamação da crítica e tem sido frequentemente descrito como um dos melhores jogos para o sistema. A Capcom produziu uma série de jogos de luta para o console, incluindo a série Power Stone, além de um exclusivo temporário da popular série Resident Evil chamada Resident Evil Code: Veronica. O Dreamcast também é conhecido por vários shoot 'em ups, mais notavelmente Treasure's Bangai-O e Ikaruga.
Em janeiro de 2000, três meses após o lançamento norte-americano do sistema, Electronic Gaming Monthly elogiou a biblioteca de jogos, dizendo que "[...] com conteúdo triplo-A como Soul Calibur, NBA 2K, e em breve Crazy Taxi por vir, achamos que você está feliz por ter mergulhado nos 128 bits". Numa retrospectiva, Jeffrey L. Wilson, da PC Magazine, referiu-se à "biblioteca assassina" do Dreamcast e enfatizou a influência criativa e a inovação visual da Sega como estando no auge durante a vida útil do sistema. A equipe da Edge concordou com esta avaliação nos jogos originais do Dreamcast, bem como nas conversões de arcade da Sega, afirmando que o sistema "entregou os primeiros jogos que poderiam ser descritos significativamente como arcade perfeito". O escritor da GamePro Blake Snow referiu-se à biblioteca como sendo "muito célebre". Damien McFerran da Retro Gamer elogiou os portes do NAOMI ao Dreamcast, opinando que "A emoção de jogar Crazy Taxi no fliperama sabendo muito bem que uma conversão perfeita em pixels (e não um porte cortado) foi programada para chegar no Dreamcast é uma experiência que dificilmente os jogadores testemunharão novamente." Nick Montfort e Mia Consalvo, escrevendo na Loading... The Journal of the Canadian Game Studies Association, argumentaram que "o Dreamcast hospedou uma quantidade notável de desenvolvimento de jogos que foi além do estranho e incomum e é interessante quando considerado como vanguarda [...] é difícil imaginar um jogo de console comercial expressando forte resistência à perspectiva das mercadorias e à visão de que a produção de jogos é comércio. Mas, mesmo quando se trata de resistir à comercialização, é discutível que os jogos do Dreamcast tenham chegado mais perto de expressar essa atitude do que qualquer outro jogo de console." Jeremy Parish, da 1UP.com, comparou favoravelmente a produção do Dreamcast da Sega, que incluía alguns dos "jogos mais variados, criativos e divertidos que a empresa já havia produzido", com seu status "enervado" como terceiro. Fahs declarou que "A vida do Dreamcast foi passageira, mas estava saturada de títulos memoráveis, a maioria dos quais eram propriedades completamente novas." De acordo com Steven L. Kent, "De Sonic Adventure e Shenmue a Space Channel 5 e Seaman, Dreamcast entregou e entregou e entregou."

## Recepção e legado
Em dezembro de 1999, a Next Generation classificou o Dreamcast em 4 de 5 estrelas e declarou: "Se você deseja o sistema mais poderoso disponível agora, apresentando os melhores gráficos a um preço razoável, esse sistema é para você". No entanto, a revista classificou o prognóstico futuro do Dreamcast como 3 estrelas de 5 no mesmo artigo, observando que a Sony lançaria um produto de hardware superior com o PlayStation 2 no próximo ano, e que a Nintendo havia dito que faria o mesmo com o GameCube. No início de 2000, a Electronic Gaming Monthly teve cinco revisores que pontuaram o Dreamcast em 8,5, 8,5, 8,5, 8,0 e 9,0 de 10 pontos. Em 2001, os revisores da revista deram as pontuações do Dreamcast de 9,0, 9,0, 9,0, 9,0 e 9,5 de 10.  A BusinessWeek reconheceu o Dreamcast como um dos melhores produtos de 1999.
Em 2009, a IGN nomeou o Dreamcast como o oitavo melhor console de jogos eletrônicos de todos os tempos, dando crédito às inovações e ao software do sistema. De acordo com o IGN, "O Dreamcast foi o primeiro console a incorporar um modem embutido para jogabilidade online e, embora a rede não tivesse o polimento e o refinamento de seus sucessores, foi a primeira vez que os usuários puderam ligar e jogar sem problemas com os usuários ao redor do globo". Em 2010, Jeffrey L. Wilson, da PC Magazine, nomeou o Dreamcast como o melhor console de jogos eletrônicos, enfatizando que o sistema "desapareceu cedo demais". Em 2013, a Edge nomeou o Dreamcast como o décimo melhor console dos últimos vinte anos, destacando as inovações adicionadas aos consoles, incluindo bate-papo por voz no jogo, conteúdo para download e tecnologia de segunda tela através do uso de VMUs. A revista explicou o fraco desempenho do sistema afirmando que "o console da Sega estava sem dúvida à frente de seu tempo e sofreu no varejo por esse motivo [...] [m]as sua influência ainda pode ser sentida hoje." Escrevendo para o livro 1001 Video Games You Must Play Before You Die, Duncan Harris declarou que "Uma das razões pelas quais jogadores mais velhos lamentaram a perda do Dreamcast foi o fato de sinalizar o fim da cultura de jogos de arcade [...] O console da Sega deu esperança de que as coisas não estavam prestes a mudar para pior e que os princípios de diversão rápida e gráficos atraentes e brilhantes não estavam prestes a afundar em um pântano marrom e verde de jogos de guerra realistas". Parish, escrevendo para a USgamer, contrastou a biblioteca diversificada do Dreamcast com o "senso sufocante de conservadorismo" que permeou a indústria de jogos na década seguinte. Dan Whitehead, da Eurogamer, discutindo o retrato do Dreamcast "como um pequeno JFK de plástico branco quadrado", comentou que a vida útil curta do sistema "pode ter selado sua reputação como um dos melhores consoles de todos os tempos": "Nada constrói um culto como uma morte trágica". De acordo com Travis Fahs, da IGN, "muitos fabricantes de hardware vieram e se foram, mas é improvável que alguém saia com metade da classe da Sega".